# St.-Johannes-Hospital Dortmund

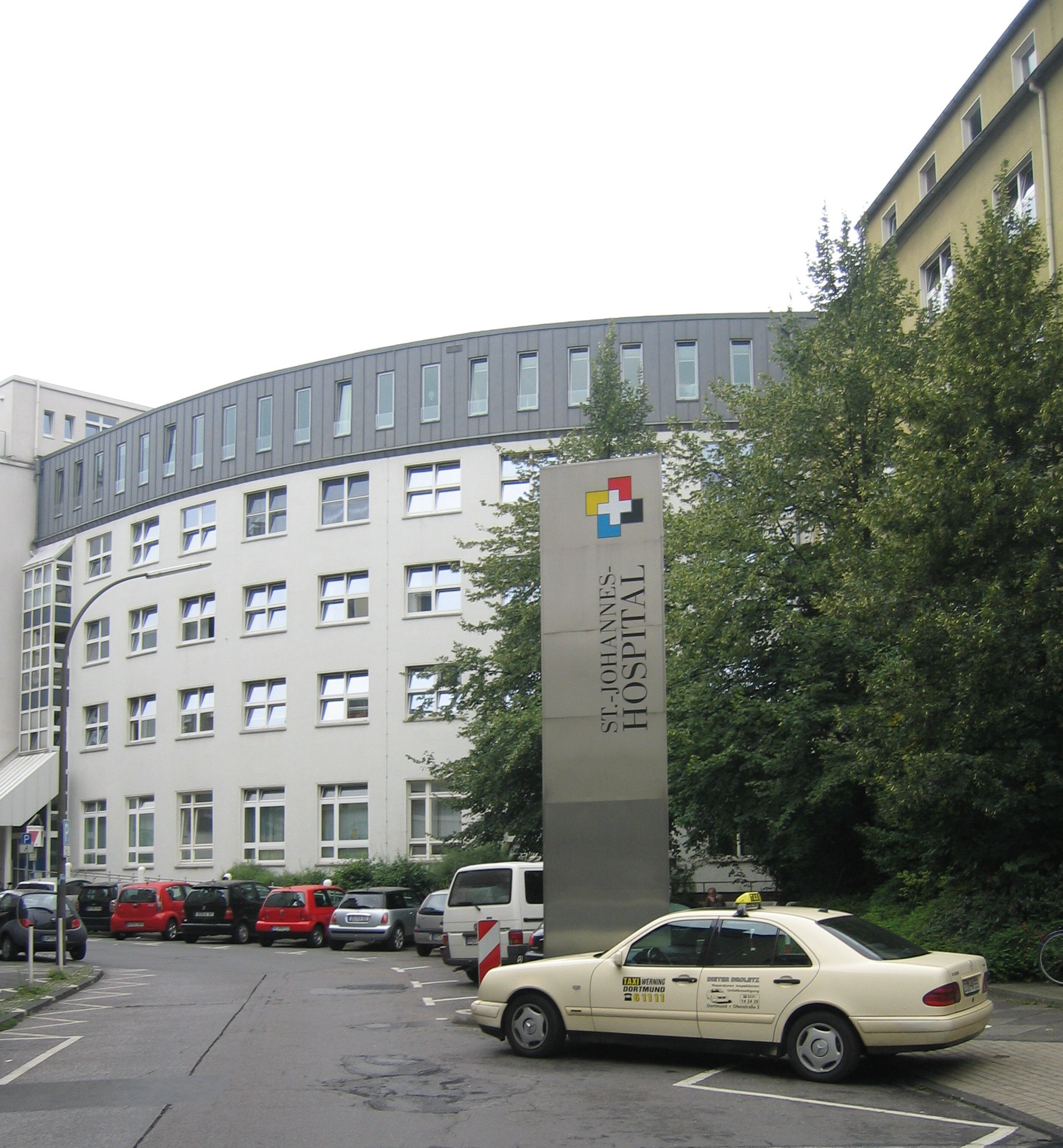
St.-Johannes-Hospital Dortmund

Das St.-Johannes-Hospital ist ein katholisches Krankenhaus in Dortmund mit 13 bettenführenden Fachabteilungen.

## Geschichte
Erste Überlegungen zur Errichtung eines katholischen Krankenhauses stammen aus dem Jahre 1848. Es wurden Spenden gesammelt und eine Lotterie veranstaltet, um die nötigen Mittel für ein Hospital aufzubringen.
Schließlich wurde das Hospital 1851 von der Propsteigemeinde Dortmund als katholisches Krankenhaus mit sieben Betten eröffnet. Im Jahre 1857 zog man in ein größeres Gebäude in der Nähe der Propsteigemeinde.
Am 13. Juni 1871 wird dann unmittelbar außerhalb der alten Wallanlage der Stadt Dortmund der Grundstein zum Bau eines neuen Krankenhauses gelegt. Die Fertigstellung und Eröffnung des neuen Hauses ist auf den 28. November 1872 datiert. 1893 wird das Hospital durch einen ersten Erweiterungsbau vergrößert, ein zweiter Erweiterungsbau im Jahre 1899 erhöht die Bettenzahl von 166 auf 209. Kurz vor dem Ersten Weltkrieg wird der Südflügel des Krankenhauses errichtet. Die Bettenzahl beträgt nun 600 Betten, eine Zahl die bis heute nahezu unverändert Bestand hielt. Im Ersten Weltkrieg diente das Krankenhaus auch zur Versorgung von Kriegsopfern, das Hospital war trotz hoher Kapazität zeitweise deutlich überbelegt. Zwischen 1924 und 1932 wurde St.-Johannes dann zu einem Vollkrankenhaus ausgebaut.
Im Zweiten Weltkrieg wurde das Krankenhaus von den alliierten Bombenangriffen auf Dortmund in Mitleidenschaft gezogen. Der Angriff am 12. März 1945 zerstörte den Südflügel sowie das Schwesternwohnheim vollständig. Zu Reparaturarbeiten am Krankenhaus wurden auch Zwangsarbeiter aus der Organisation Todt eingesetzt.
Für die Pflege der Patienten waren lange Zeit Nonnen vom Orden der Barmherzigen Schwestern vom heiligen Vinzenz von Paul verantwortlich.
In den vergangenen Jahrzehnten wurde das Hospital durch weitere Flügel erweitert.
Seit dem Jahr 2021 ist die St Johannes Gesellschaft ein Teil der Katholischen St. Paulus Gesellschaft.

## Medizinische Versorgung
Das St.-Johannes-Hospital gilt mit 14 medizinischen Fachabteilungen als Schwerpunktkrankenhaus. Es sind insgesamt 570 Betten in folgenden Fachabteilungen vorhanden:
- Klinik für Augenheilkunde
- Klinik für Chirurgie
- Klinik für Gynäkologie und Geburtshilfe
- Klinik für Hals-, Nasen- und Ohrenheilkunde
- Klinik für Herz-, Thorax- und Gefäßchirurgie
- Klinik für Innere Medizin I (Kardiologie und Nephrologie)
- Klinik für Innere Medizin II (Gastroenterologie, Palliativmedizin und Hämatologie/Onkologie)
- Klinik für Anästhesie, operative Intensivmedizin und Schmerztherapie
- Institut für diagnostische und interventionelle Radiologie

Es gibt insgesamt drei Intensivstationen.
Neben den Fachabteilungen bestehen im St.-Johannes-Hospital folgende Zentren:
- Herzzentrum
- Gefäßzentrum
- Dialysezentrum
- Tumorzentrum
- Brustzentrum
- Darmzentrum
- Adipositaszentrum
- Perinatalzentrum (perinataler Schwerpunkt)
- Ambulantes OP-Zentrum
- Chest Pain Unit

Das Hospital beschäftigt etwa 2.100 Mitarbeiter.